# 瓦西里·伊柳舍奇金
瓦西里·帕夫洛维奇伊·柳舍奇金（俄语：Василий Павлович Илюшечкин，1915年4月10日—1996年4月25日），苏联汉学家。生于尼日戈罗德州卢科扬诺夫县波钦基村。1938年毕业于列宁格勒大学历史系。1950年成为东方学研究所研究人员，1952年加史学副博士，1967年历史学博士，1989年哲学博士。1960年高级研究员，1989年顾问主任研究员。